# 苗璘
苗璘（9世纪—10世纪），或作苗潾、苗伦，不知世系。唐朝末年效力淮南节度使杨行密为裨将，随鄂岳招讨使刘存攻武昌军节度使杜洪于武昌军部鄂州。天祐二年（905年）二月，杜洪盟友宣武军节度使朱全忠部将曹延祚等率兵援杜洪，会合朱全忠别将吴章，共一万三千人，兵势很盛，杜洪以精兵合宣武军从小道袭永兴县，行三十里，刘存派方诏、苗璘抵挡。有降卒说宣武军虚实，说天平军容易对付，开道军不易抵挡。苗璘说：“杀强者，那么弱者就屈服了。”于是率敢死之士亲自攻击开道军，击破之，擒其将士三百人，斩杀于鄂州城外，杜洪于是士气受损，最终败亡。
吴国乾貞初年，累官至右雄武军使。二年（928年）四月，与静江统军王彦章攻楚国岳州。吴国镇北大将军陈璋对宰相门下侍郎严可求说：“朝廷攻打湖湘，为什么不用我陈璋和周本（时任德胜军节度使）？王彦章和苗璘只能当偏裨罢了。”吴军屯君山侧，楚将右丞相许德勋率一千艘战舰迎战苗璘、王彦章于君山。许德勋对诸将说：“淮人远道而来是趁我们不备，如果我们全军迎战，他们肯定害怕而逃了。”秘密将军队藏在角子湖驻扎，偃旗息鼓，夜间秘密派都指挥使王环率二百战舰断杨林浦吴军归路。吴军察觉，转移到荆江口，想会合荆南军合攻岳阳。许德勋派王环、裨将詹信以三百战舰（《十国春秋》作二千）袭吴水军之后，首尾夹击吴水军于道人矶，且走且战，许德勋亲自拥艨艟从后而至，大战于荆江中，楚大获全胜，斩首千余级，吴军溺死很多，苗璘和王彦章都被擒。五月，吴向楚求和（《九国志·许德勋传》误作杨行密求和，当时杨行密已死多年），楚国王马殷将二人遣回吴国。为二人饯行时，许德勋注意到马殷诸子争权，预言道：“楚国虽小，旧臣宿将还在，我希望吴朝不要再想夺取它。如果你们想来攻，得等到众驹（双关语，指马殷诸子）争栈。”苗璘回国后病卒。

## 评价
- 《十国春秋》论曰：若苗璘者，鄂州之役，其功固不可没云。